# 飯能ケーブルテレビ
飯能ケーブルテレビ株式会社（はんのうケーブルテレビ、Hanno Cable Television）は、埼玉県飯能市に本社があるテレビ放送サービスとインターネット通信サービスを業務とするケーブルテレビ局である。通称は飯能日高テレビ、略称はHCTV。
1987年2月15日開局した。2009年8月で日高市へのエリア拡張により、愛称をこれまでの「テレビ飯能」から「飯能日高テレビ」へ変更している。

## サービスエリア
全て埼玉県。
- 飯能市の山間部を除く地域
- 日高市の一部

## 主な放送チャンネル

### 地上波系列別再送信局
| NHK-G   | NHK-E   | NNN/NNS    | ANN        | JNN       | TXN        | FNN/FNS    | JAITS                        |
| ------- | ------- | ---------- | ---------- | --------- | ---------- | ---------- | ---------------------------- |
| NHK東京 | NHK東京 | 日本テレビ | テレビ朝日 | TBSテレビ | テレビ東京 | フジテレビ | テレ玉 TOKYO MX tvk チバテレ |

### テレビ局
| デジタル | 放送局                     | 備考         |  |
| -------- | -------------------------- | ------------ |  |
| TV 011～ | NHK総合                    |              |  |
| TV 021～ | NHK教育                    |              |  |
| TV 031-0 | テレ玉                     |              |  |
| TV 031-1 | テレビ神奈川               |              |  |
| TV 031-2 | チバテレビ                 |              |  |
| TV 041～ | 日本テレビ                 |              |  |
| TV 051～ | テレビ朝日                 |              |  |
| TV 061～ | TBSテレビ                  |              |  |
| TV 071～ | テレビ東京                 |              |  |
| TV 081～ | フジテレビ                 |              |  |
| TV 091～ | TOKYO MX                   |              |  |
| TV 111   | 飯能日高テレビ             | コミュニティ |  |
| BS101    | NHK BS                     |              |  |
| BS141    | BS日テレ                   |              |  |
| BS151    | BS朝日                     |              |  |
| BS161    | BS-TBS                     |              |  |
| BS171    | BSテレ東                   |              |  |
| BS181    | BSフジ                     |              |  |
| BS191    | WOWOW                      | オプション   |  |
| BS200    | BS10                       |              |  |
| BS201    | BS10スターチャンネル       | オプション   |  |
| BS211    | BS11                       |              |  |
| BS222    | BS12 トゥエルビ            |              |  |
| BS231    | 放送大学テレビ             |              |  |
| BS260    | J:COM BS                   |              |  |
| BS265    | BSよしもと                 |              |  |
| BS531    | 放送大学ラジオ             |              |  |
| BS4K101  | NHK BSプレミアム4K         |              |  |
| BS4K141  | BS日テレ 4K                |              |  |
| BS4K151  | BS朝日 4K                  |              |  |
| BS4K161  | BS-TBS 4K                  |              |  |
| BS4K171  | BSテレ東 4K                |              |  |
| BS4K181  | BSフジ 4K                  |              |  |
| BS4K211  | ショップチャンネル 4K      |              |  |
| BS4K221  | 4K QVC                     |              |  |
| C121     | ディスカバリーチャンネルHD |              |  |
| C123     | 女性チャンネル♪LaLaTV      |              |  |
| C132     | J sports 4HD               | オプション   |  |
| C137     | フジテレビNEXT             | オプション   |  |
| C138     | フジテレビONE              | オプション   |  |
| C139     | フジテレビTWO              | オプション   |  |
| C146     | GAORAHD                    |              |  |
| C158     | J sports 3HD               |              |  |
| C159     | 時代劇専門チャンネルHD     |              |  |
| C164     | グリーンチャンネル1        | オプション   |  |
| C165     | グリーンチャンネル2        | オプション   |  |
| C166     | 日テレG+HD                 |              |  |
| C167     | ゴルフネットワークHD       |              |  |
| C168     | J sports 1HD               |              |  |
| C169     | J sports 2HD               |              |  |
| C173     | 東映チャンネルHD           | オプション   |  |
| C174     | KNTVHD                     | オプション   |  |
| C226     | 衛星劇場                   | オプション   |  |
| C230     | ファミリー劇場             |              |  |
| C239     | ディズニー・チャンネル     |              |  |
| C242     | キッズステーション         |              |  |
| C243     | ディズニー・ジュニア       |              |  |
| C252     | 日テレNEWS24               |              |  |
| C255     | ヒストリーチャンネル       |              |  |
| C262     | スペースシャワーTV         |              |  |
| C263     | MTV                        |              |  |
| C271     | ショップチャンネル         |              |  |
| C272     | QVC                        |              |  |

## コミュニティチャンネル

### 番組
- 飯能日高街コロンブス

飯能・日高地域の「政治経済」、「お店情報」、「まちの出来事」を扱った番組（火・金更新）
- パブリック・アクセス

市民の投稿映像
- 音のソムリエ

飯能・日高市内で見つけた様々な音と景色だけの番組
- 飯能市役所インフォメーション

飯能市の行政情報番組（毎週日曜日更新）
- 助手席物語

車の助手席にテレビカメラを載せ、飯能市・日高市内の住宅街を中心とした路地をゆっくりと走行して街並みや日常の風景を撮影した映像に、BGMをつけて放映する番組
- 飯能河原

飯能河原の定点カメラからの中継映像を放映する番組

### アナウンサー
- 大久保智美、「飯能日高街コロンブス」（金曜更新担当）
- 西尾由美子、「飯能日高街コロンブス」（火曜更新担当）
- 福田直美、「飯能市市長選挙リポーター」（2021年7月11日）

## インターネットサービス @はんのう

### @はんのう ケーブルインターネット
ケーブルテレビ回線インターネットサービス通称。2017年から幹線を光ファイバーケーブル（FTTH）に更新しており、1Gbpsの高速インターネットも利用可能になった。

## 防災おしらせサービス
緊急地震速報と、防災行政無線を告知発報する専用端末によるサービス。
初期費用や月額利用料は無料とされているが、同社のテレビ基本サービス利用者のみ利用が可能。
東日本大震災の揺れには、飯能市街地にて48秒前よりカウントダウンが開始された。
- 緊急地震速報

同社の緊急地震速報は、気象庁からの高度利用向け緊急地震速報をケーブルテレビ各局で構成された協議会「C-Alert」協議会のサーバで変換・再配信しているデータを受信する仕組みとなっている。このデータを基に演算し、飯能市街地、飯能市山間地、日高市全域の3エリアへ異なる結果の地震速報を音声で告知配信される。
- 防災行政無線

国民保護関連情報と、緊急地震速報以外の気象関連情報を、全国瞬時警報システム「J-Alert」にて市役所より受信・再配信する。また同社による、飯能市役所による防災行政無線「防災はんのう」と、日高市役所による防災行政無線「防災ひだか」への接続により、専用端末から告知配信される。